# Khalid Moore
Khalid Jahfari Moore (Mineola, Nueva York; 29 de julio de 2000) es un baloncestista estadounidense que pertenece a la plantilla del Saint-Quentin Basket-Ball de la LNB Pro A francesa. Con 2,01 metros de estatura, juega en la posición de alero.

## Trayectoria deportiva

### Universidad
Jugó cuatro temporadas con los Yellow Jackets del Instituto Tecnológico de Georgia, en las que promedió 4,4 puntos, 2,5 rebotes y 1,0 asistencias por partido. Al término de su cuarta temporada decidió entrar como graduado en el portal de transferencias de la NCAA, recalando en los Rams de la Universidad de Fordham. Allí jugó una última temporada universitaria, en la que promedió 15,7 puntos, 6,7 rebotes y 1,8 asistencias por partido, que le valieron para ser incluido en el tercer mejor quinteto de la Atlantic 10 Conference.

### Profesional
Tras no ser elegido en el Draft de la NBA de 2023, disputó las Ligas de Verano de la NBA con los New York Knicks. Participó en cuatro partidos, promediando 2,0 puntos y 2,2 rebotes. El 18 de agosto firmó su primer contrato profesional, al fichar por el Lavrio B.C. de la A1 Ethniki griega. Allí disputó una temporada jugando como titular, en la que promedió 10,4 puntos, 6,4 rebotes, 1,3 asistencias y 1,1 robos de balón por partido.
Volvió a disputar las Ligas de Verano de la NBA en 2024, en esta ocasión con los Brooklyn Nets. El 25 de junio de 2024 fichó por el Saint-Quentin Basket-Ball de la LNB Pro A francesa.